# Tercera carta als corintis
La Tercera carta als corintis és un text apòcrif primerenc atribuït a Pau de Tars. També es troba inclosa als Fets de Pau, i es presenta com una resposta a la carta dels corintis a Pau. La còpia més antiga existent és el Papir Bodmer X, que data del segle iii. Escrita originàriament en grec koiné, se n'han trobat còpies en textos llatins, coptes i armenis.
A l'Imperi Romà d'Occident no es considerava canònica al segle iv, quan es va formar el Cànon bíblic, i va passar a formar part dels apòcrifs del Nou Testament. A l'Imperi Romà d'Orient, a l'Església Ortodoxa Siríaca, Afraates (circa 340) la va tractar com a canònica i Efraïm de Síria (mort el 373) aparentment també, perquè en va escriure un comentari. La Doctrina d'Addai la inclou, però no figura en la traducció siríaca de la Bíblia, la Peixitta (on tampoc no hi eren la Segona i Tercera carta de Joan, la segona carta de Pere, la Carta de Judes o l'Apocalipsi, que són pràcticament reconeguts universalment com a canònics). L'únic lloc on va sobreviure va ser a la tradició apostòlica armènia. Encara que formava part part de l'Oskan Armenian Bible de l'any 1666 es va col·locar en un apèndix de la Zohrab Armenian Bible del 1805 que segueix el cànon de la Vulgata, i no és considerada actualment part del Nou Testament ortodox armeni. No formava part de la llista canònica d'Ananies de Xirak al segle vii, però es va incloure a les llistes canòniques de Mechitar d'Ayrivank (segle xiii) i de Gregori de Tatew (segle xiv).
El text està pensat com un intent de corregir les suposades males interpretacions de les anteriors epístoles, la Primera i la Segona carta als Corintis que l'autor (normalment anomenat «pseudo-Pau») ha conegut a través de la Carta dels corintis a Pau, també apòcrifa. D'acord amb la part anterior dels Fets de Pau, quan es va escriure la carta, Pau era a la presó, per causa d'Estratònice, la dona d'Apol·lòfanes. En particular, l'epístola sembla atacar i corregir temes relacionats amb el cristianisme gnòstic i el docetisme, i subratlla la importància de la carn, i refuta la interpretació de la frase «la carn i la sang no poden heretar el regne de Déu», a partir de la qual alguns ensenyaven que la resurrecció dels morts no podia ser física. Contra el gnosticisme, la carta condemna «aquells que afirmen que el cel i la terra i tot el que hi ha en ells no són obra de Déu», un aparent atac a la creença gnòstica que el món material era obra d'un déu diferent, el Demiürg.